# 錦町停留場 (宮城県)
錦町停留場（にしきちょうていりゅうじょう）は、かつて宮城県仙台市（現在の同市青葉区）錦町にあった仙台市交通局（仙台市電）の停留場である。

## 駅構造
相対式ホーム2面2線の地上駅で、駅舎はなく、長丁との併用軌道上にあった。

## 駅周辺
- 錦町バス停（仙台市営バス）

## 歴史
光禅寺通停留場として開業し、後に駅名が改称された。
- 1927年11月24日 - 仙台駅前停留場 - 当駅間開通により開業
- 1976年4月1日 - 全線廃線により廃駅

## 隣の駅
仙台市電
循環線
レジャーセンター前停留場 - 錦町停留場 - 花京院停留場